# Inkunabulistyka
Inkunabulistyka (od słowa inkunabuł) – dział bibliologii historycznej zajmujący się badaniem inkunabułów oraz opisywaniem ich cech bibliograficznych i typograficznych. Inkunabulistyka bada też historię drukarzy i drukarstwa w XV wieku.

## Początki inkunabulistyki
Za początek inkunabulistyki przyjmuje się 1643 rok, w którym ukazał się pierwszy katalog inkunabułów autorstwa Jana Sauberta, będący jednocześnie częścią jego większego dzieła o historii biblioteki norymberskiej. W kolejnych katalogach pojawiały się opisy inkunabułów zarówno ze zbiorów pojedynczych, jak i z różnych kolekcji. Jednym z autorów takiego katalogu był Georg Wolgang Panzer, który zastosował kryteria typograficzno-chronologiczne (wcześniej korzystał z nich w badaniach nad historią drukarstwa). Następnie François-Xavier Laire udoskonalił ten opis, jednak to Ludwig Hain w Repertorium bibliographicum (1826-1838) zawarł najbardziej precyzyjne opisy oraz największą dotąd liczbę pozycji – 16 tys. 299 inkunabułów. Dzieło to, do dziś uważane za podstawową bibliografię inkunabułów, ma układ alfabetyczny. Opisy każdego tytułu zawierają cechy formalne, które pozwalały na identyfikację druku; były to wiernie przytaczane incipity i explicity tekstów. W następstwie tych zasad pojawiały się różne prace katalogowe, a także centralne katalogi inkunabułów w skali krajowej, np. we Francji, zapoczątkowany przez Marie Pellechet, oraz bibliografie narodowe.

## Rozwój inkunabulistyki
Dynamiczny rozwój inkunabulistyki nastąpił po 1900 roku (wtedy też obchodzono 500-lecie urodzin Gutenberga); w 1904 roku rozpoczęła działalność Komisja wydawnicza Międzynarodowego Katalogu Inkunabułów pod przewodnictwem Konrada Haeblera, mająca siedzibę w Berlinie. Po 20 latach pracy komisja zaczęła wydawać dzieło pt. Gesamtkatalog der Wiegendrucke (GW), w którym znalazły się głównie zbiory niemieckie, skandynawskie i środkowoeuropejskie (w tym również polskie). W GW wykorzystano układ alfabetyczny, używany wcześniej przez Haina. Do dziś dzieło to pozostaje nieukończone, kolejne tomy publikowane są nieśpiesznie – do 2005 roku wydano ich 1. Można z nich skorzystać dzięki dedykowanej bazie danych.
W szybszym tempie powstaje Incunabula Short Title Catalogue (ISTC), komputerowa baza danych zainicjowana przez Lotte Hellinga z British Library, która zawiera prawie każdą wydrukowaną czcionką ruchomą pozycję w XV-wiecznej Europie. Poza tą międzynarodową bazą nadal powstawały liczne katalogi krajowe. Do tworzenia monografii i bibliografii narodowych w dużej mierze przyczynił się rozwój studiów nad początkami drukarstwa.
Instrukcje tworzenia katalogów są zależne od środowiska, w którym powstają i przyjętej tam praktyki. Najpopularniejsza to ta oparta na tzw. instrukcji pruskiej, którą stosuje GW.

## Inkunabulistyka w Polsce
Pierwszy polski samoistny katalog inkunabułów to Dwieście najstarszych inkunabułów z Biblioteki Kapitulnej Krakowskiej od roku 1462–1500 autorstwa Ignacego Polkowskiego z 1887 roku. Jednak to Katalog inkunabułów Biblioteki Uniwersyteckiej we Lwowie (1912) Eugeniusza Barwińskiego jest pierwszym katalogiem nowoczesnej inkunabulistyki. W 1937 roku w polskich zbiorach krajowych zarejestrowanych było ponad 15 tys. tytułów, które stały się podstawą współpracy Polski z GW. Jednym z bardziej wyróżniających się drukowanych katalogów był Katalog inkunabułów Biblioteki Kapitulnej w Gnieźnie (1939) Leona Formanowicza. Po wojnie powstały m.in. katalogi: Biblioteki Uniwersyteckiej we Wrocławiu, Biblioteki Jagiellońskiej oraz Biblioteki Zakładu Narodowego im. Ossolińskich. Poza tymi licznymi i zróżnicowanymi katalogami istnieje też katalog centralny prowadzony przez Bibliotekę Narodową, zawierający opisy inkunabułów z ponad 100 bibliotek w kraju.